# トライアンフ・ボンネビルT140
トライアンフ・ボンネビルT140（Triumph Bonneville T140）は、コヴェントリー近郊のメリデンのトライアンフ・エンジニアリングで設計製造された排気量750 cc (46 cu in)のスタンダードタイプのオートバイ。
T140は、先行した650 cc (40 cu in)のT120ボンネビルから発展したボンネビルシリーズの第2世代に当たるモデルで、1973年からトライアンフ社が破産宣告を受けてジョン・ブロアーに買収された1983年にかけて、限定版を含む様々なバージョンが生産された。ブロアーは1985年から1988年にかけて、デボン州ニュートン・アボットのレス・ハリスにT140ボンネビルの生産ライセンスを供与し、これらのマシンは「ハリス」または「デボン」ボンネビルとして知られることになった。
シングルキャブレターモデルのTR7タイガーは1973年から1981年にかけて製造された。

## 来歴
排気量650ccのT120ボンネビルは1970年代初頭に、基本的な構成は同じだが、750ccエンジンを搭載したT140ボンネビルに置き換えられた。後期型のT120「オイルインフレーム」バージョンを改良した最初の数台のT140は、T140Vと名付けられ、724ccの大容量エンジン、5速ギアボックスとウィンカーインジケーターを備えていたが、ドラムブレーキとキックスタートはそのままだった。その後まもなく、エンジンはさらにボアアップされて744ccになり、フロントディスクブレーキが装備さた（1982年まではシングルディスクを使用）。当初は「輸出専用」だった、750ボンネビルツインは1973年のモーターサイクルショーの来場者の間で大きな注目を集め、トライアンフは679ポンドという価格で国内市場に投入することを決定した。1975年には、エンジンの改造に加え、アメリカ市場向けの新規制に対応するため、シフトペダルが右から左へ移動され、リアディスクブレーキが装備された。その後、T140のいくつかのモデルが、1980年からセルスターターを含む様々な改造と改良が施され、1983年にメリデン工場が閉鎖されて生産が終了するまで生産された。
ボンネビルはこれで終焉を迎えるはずだったが、実際にはそうはならなかった。トライアンフ・モーターサイクルズは実業家のジョン・ブロアーに買収され、レス・ハリスが経営するデヴォンのレーシング・スペアズのT140ボンネビルの製造ライセンスが提供された。この継続生産されたオートバイは「デヴォン・ボンネビル」として知られているが、1985年までは市場投入されず、米国では販売されないまま1988年に生産終了となった。

### ボンネビルという名称
「ボンネビル」という名称は、1950年代にユタ州のボンネビル・ソルトフラッツにおけるテキサス州のレーサー、ジョニー・アレンがあげた業績にちなんでいる。形式番号のT140は1937年にエドワード・ターナーがトライアンフ・タイガー70で始めたものが引き継がれており、型番の数字はそのモデルの最高速度をマイル毎時で宣伝することを目的としている。

## 設計

### エンジン

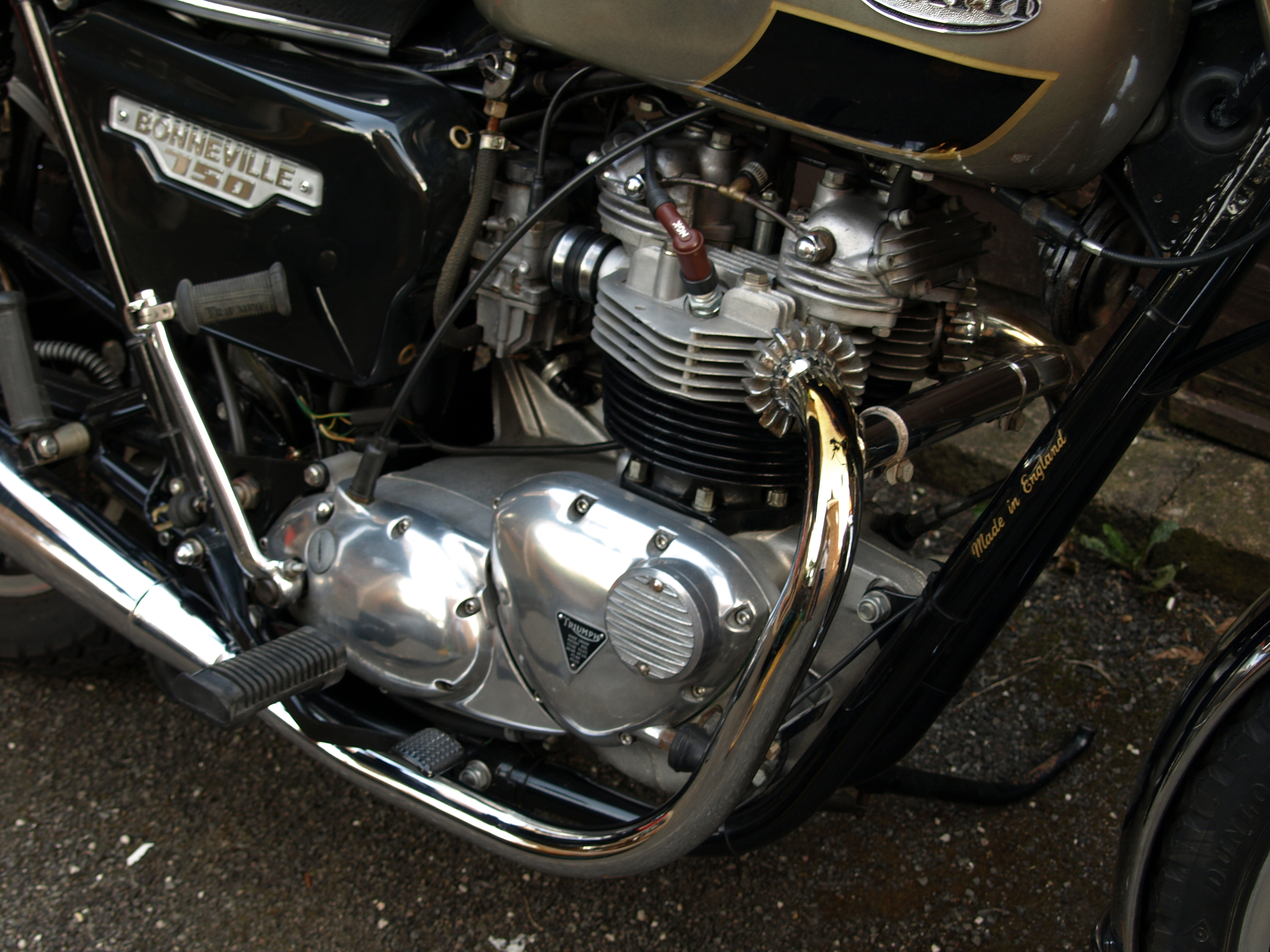
T140Eボンネビルのエンジンのアップ

T140は360°クランクの空冷並列2気筒レイアウトを採用している。ギア駆動されるカムシャフトが各気筒1つづつの吸気および排気バルブをプッシュロッドを介して作動させる。2基のアマル製キャブレターが短いインテークマニホールドを通してシリンダーに混合気を供給する。クランクシャフト出力は、オイルバス内で動作するトリプルローラーチェーンを介してクラッチ伝えられる。エンジン始動はキックスターターによるものだが、後期バージョンではセルモーターが搭載された。
エンジンオイル系はドライサンプ形式であり、一体化された回収ポンプとフィードポンプは吸気側カムシャフトギアで駆動され、後期のT140ではオイルサンプにオイルが漏れるのを防ぐ逆止め弁が一体化された。T140のフレームはエンジンオイルタンクとしても使用された。

### トランスミッション
T140は5速シーケンシャルマニュアルトランスミッションを搭載し、ギアシャフトはクランクケースを分割することなくエンジン右側から取り外すことができる。湿式多板のクラッチはリターンスプリングとしてコイルスプリングを採用し、ケーブルで操作される。ギアボックスは専用オイルでの飛沫潤滑が行われる。初期のモデルではシフトペダルが右側に出ていたが、1975年8月以降のモデルでは（アメリカ市場に合わせて）左側に移設されたクラッチの中央には、ゴムブロックで構成されたドライブチェーン用の衝撃吸収システム、「クッシュドライブ」システムが珍しく取り付けられている。。

### シャシー
T140のフレームは低炭素鋼管が使われ、「デュプレックス・レイアウト」が採用された
。スイングアーム式のリアサスペンションには左右に調節式のショックアブソーバーが備えられた。フロントにはスプリングとオイルダンパーを内蔵したテレスコピック式フォークが使用された。前19インチ、後18インチのホイールは前後ともにスポークホイールだが、1979年以降はオプションでキャストホイールが用意された。シート下にはバッテリーと点火コイルが配置されている。
1976年から、T140には前後輪に油圧ディスクブレーキが装備された。それ以前の初期のモデルではリアには円錐形状のドラムブレーキが使用されていた。1984年にメリデン工場が提案した最後のボンネビルにはリアにシングル・リーディング・シューのドラム・ブレーキが指定されたが、生産前に工場は閉鎖された。1982年からはオプションでフロントにダブルディスクブレーキを選択できた。

### 電装系
T140は標準的なルーカス製12ボルト電装系を備えており、初期モデルはプラス接地だったが、1979年以降はマイナス接地に改められた。定電圧化にはツェナーダイオードが使用された。初期のエンジンではポイント点火が使用されていたが、1979年以降、トライアンフのすべての750ccツインでは電子点火が標準装備となった。

## 前期モデル 1973-1980
国別の仕様に関する注意：

### T140V

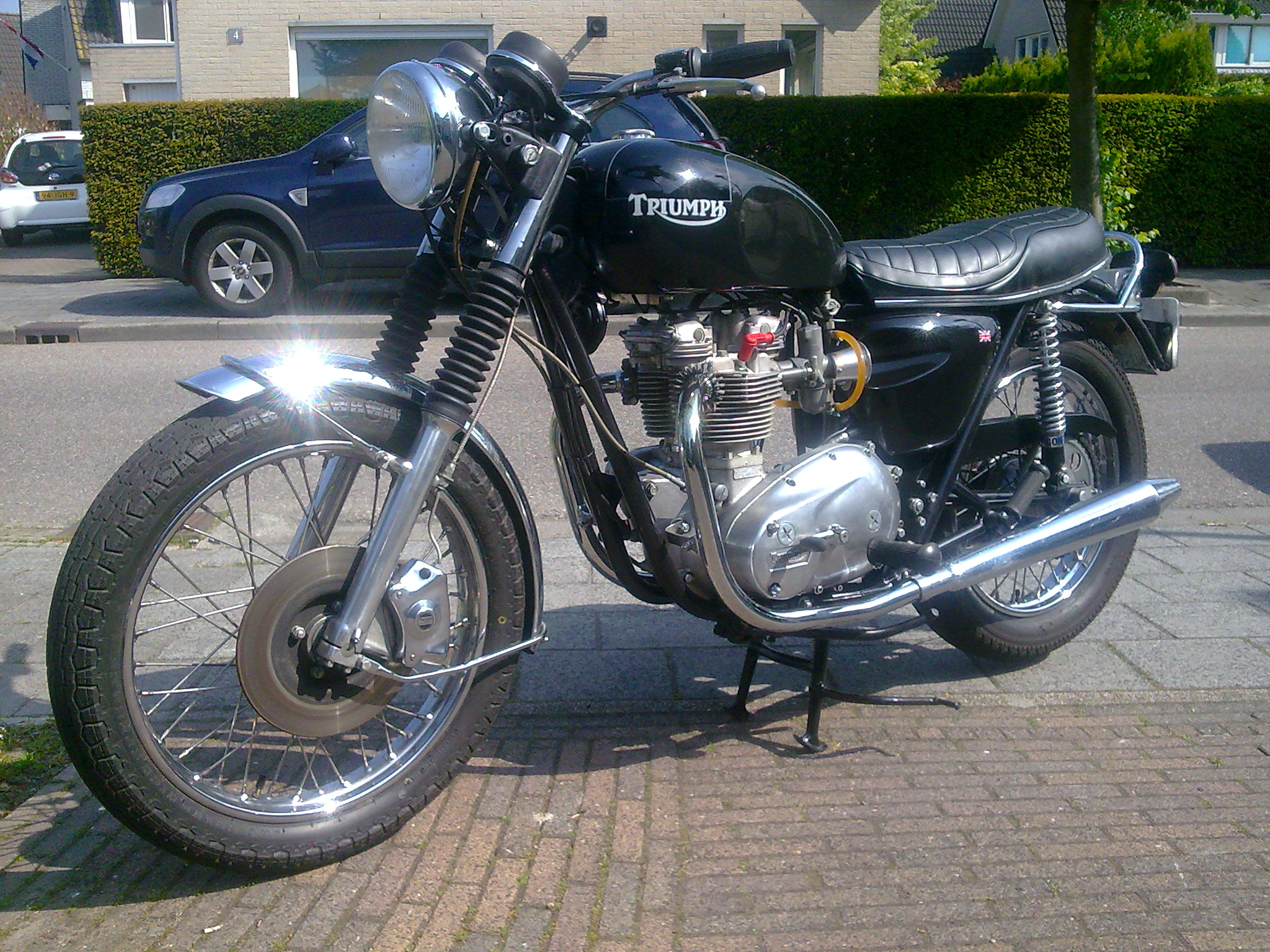
軽くカスタマイズされた1976年式トライアンフ・ボンネビルT140V。アフターマーケットのハンドルバー、マフラー、サイドカバーを装着し、ペイントが施されている

T140シリーズの初期のモデルは、クワイフによるデザインで、5速ミッションを表す「V」の文字がつけられた。ブライアン・ジョーンズによってボンネビルT120から開発されたT140Vは、T120の販売の低下を受けて1973年に発売された。1960年代後半に日本製4気筒ホンダ・ドリームCB750FOURの導入がトライアンフの経営陣によって注目され、それに直接対抗するために3気筒750ccのBSA・ロケット3/トライアンフ・トライデントが開発された。
最初のモデルは多くのT120の車体部品を流用し、2気筒エンジンはボアを拡大されて724 cc (44.2 cu in)とされたが、その後すぐに744 cc (45.4 cu in)へと拡張された。気筒間のシリンダーウォールが薄くなったことによるガスケットの不具合を予防するために、シリンダーヘッドには追加のスタッドボルトが必要となり、T120と比較してトランスミッションの部材は強化され、変速時の問題が明らかになった際にさらに強化された。フロントブレーキは時代遅れのワイヤー式のドラムブレーキから油圧ディスクに変更された。
しかしながら、振動の問題のために販売は低迷し、1973年にはメリデン工場での労働争議によって生産に混乱が生じた。この紛争が解決したあとも、1974年に生産されたT140は品質管理上の問題に悩まされたが、労働者協同組合が設立されるとこれらの問題は解消された。

### T140J シルバージュビリー

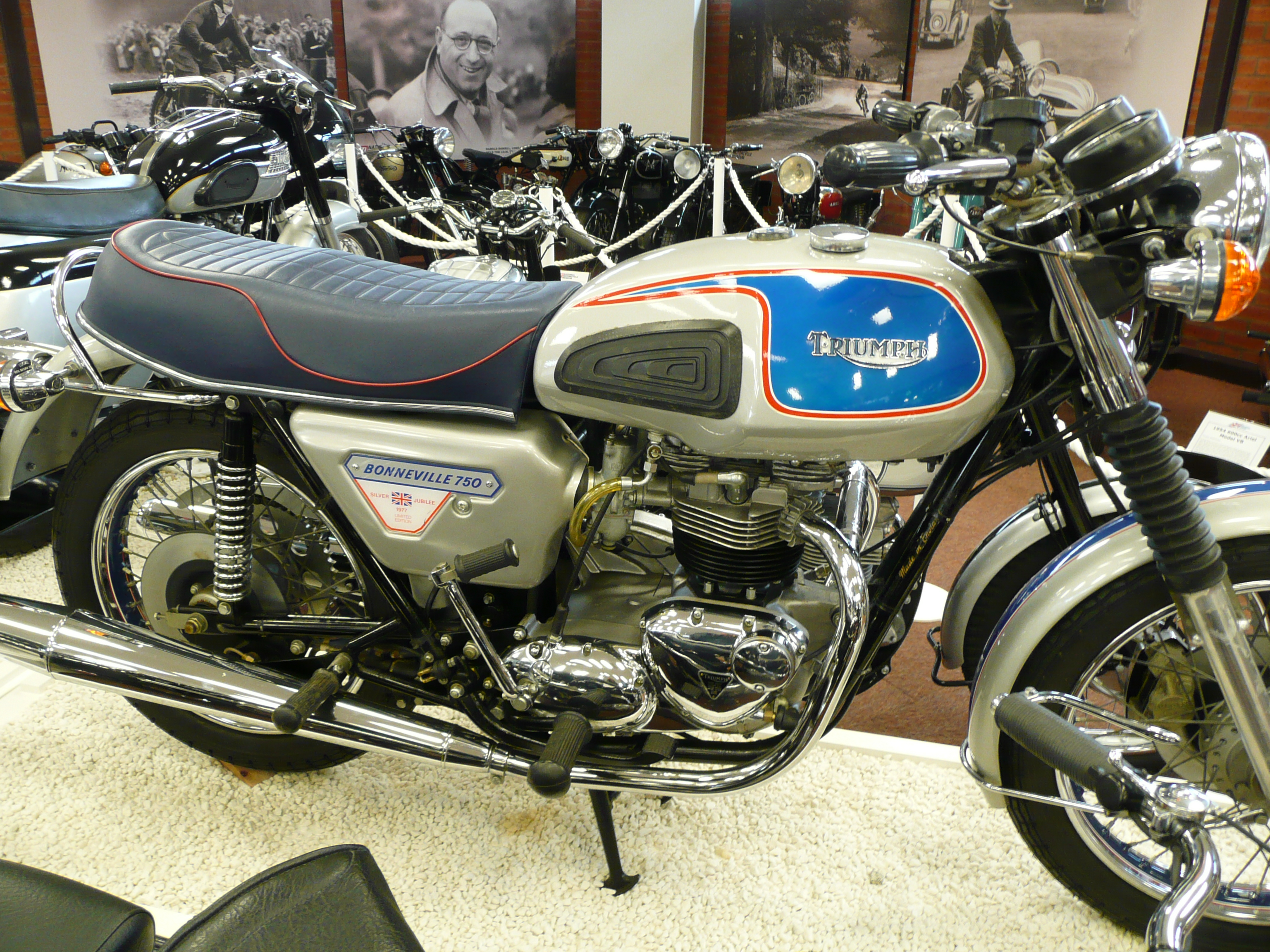
トライアンフ・ボンネビル・ジュビリー1977

1977年のT140Jは、同年のエリザベス2世女王の即位25周年を記念したT140Vの限定版として米国で1000台販売され、英国仕様が追加で1000台（さらに英連邦向けに400台）製造された。このアイデアは、ブリティッシュ・レイランドの会長であり、メリデン協同組合のコンサルタントとして働いていたストークス卿によって考案された。
赤と青のラインが配されたシルバー塗装と、赤いパイピングが施された青いシートが組み合わされた。左右のクランクケースカバー及びギアボックスカバーとテールライトカバーにはクロームメッキが施され、ホイールリムの中央部も塗装された。米国モデルのサイドカバーにはユニオン・ジャックの下に "One of a Thousand" と書かれたステッカーが貼付され、英国モデルでは "Limited Edition"、英連邦向けでは "International Edition" と記されていた。すぐにコレクターアイテムとしての地位を確立し、各マシンには固有の所有権証明書が付属した。

### T140E

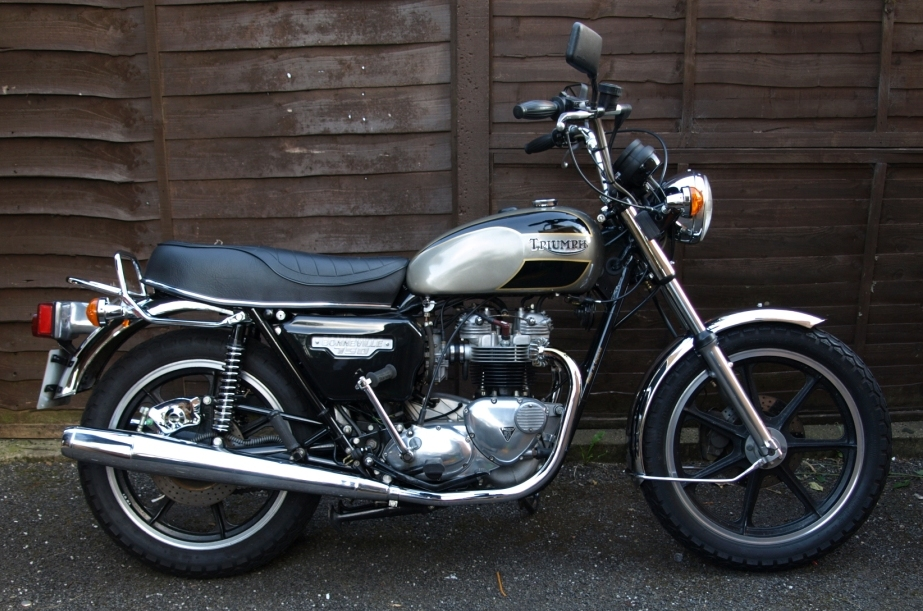
オプションのモリス製軽合金ホイールが装着された米国仕様のT140E

1978年に発売され、「E」の文字は排ガス規制対応を示している。このモデルでは新型のシリンダーヘッド、排ガス規制に対応するために再設計されたアマル製キャブレターと製造開始されたばかりのルーカス製の電子点火装置が搭載された。ほとんどの「E」モデルにはルーカス製のスイッチ、サイドカバーのデザイン変更、小型の荷台を組み込んだパッセンジャー用グラブレールなどの多くの改良が施された。また、1980年にはT140「エグゼクティブ」限定版も登場し、シグマ製ハードラゲッジ、プレアリー・スミス製コックピットフェアリング、そして特別な2トーンカラーの塗装が施されていた。

### T140D スペシャル

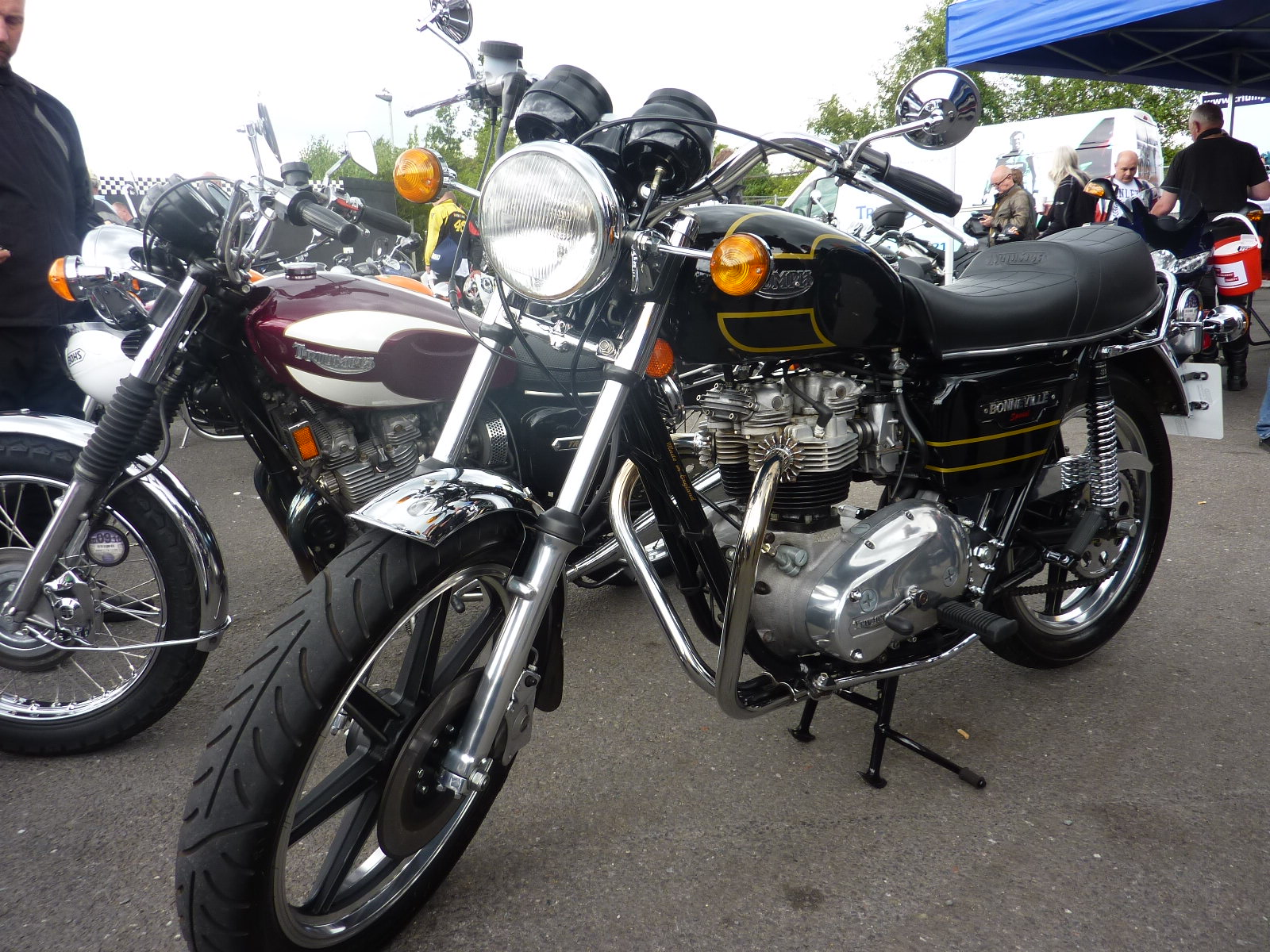
米国仕様のT140Dボンネビル・スペシャル

1979年に発売されたトライアンフのトム・ハイアムがデザインしたトライアンフ・T140Dボンネビル・スペシャルはヤマハ・XS650スペシャルに触発されたスタイリングの試みだった。T140Dの特徴としては、スタンダードなT140Eに対してディスク上側に移されたリアブレーキキャリパーと、形状変更されたグラブレールなどがあった。米国市場向けのボンネビル・スペシャルには金色のピンストライプ入りの黒塗装が施され、段付きシートと7本スポークのレスター製マグネシウムホイールとチューニングされた2イントゥ1マフラーが装着されていT140Dにはバフがけされたフロントフォークのボトムケースとメッキのショートフェンダーが与えられていた。

### T140ES エレクトロ
ボンネビルT140ESにはセルモーターが装備され、「エレクトロ・ボンネビル」とも呼ばれた。ブライアン・ジョーンズによってメリデンで設計されて1980年に発売されたが、セルモーターは原型の1959年のボンネビルT120では発電機が配置されていたシリンダー後方のミッションケース上に配置された。セルモーターは「エグゼクティブ」で導入されてからはすべてのモデルでオプション装備となったが、ロイヤル・ウェディング、T140AV、TSSおよびTSXの各モデルでは標準装備とされた。

## 後期モデル 1981-1983

### T140AV
ブライアン・ジョーンズとバーナード・フーパー・エンジニアリングが設計したT140AVは、スイングアームピボットがフレームにラバーマウントされて振動を遮断されたエンジン側に移されて振動対策が施されたもので、当初は警察向けに設計された。また、エンジンバランスも見直されていた。T140AVでは「エグゼクティブ」、TSS、TR7Vタイガーの3がイプが生産され、1981年から1983年にかけて製造された。

### T140LE ロイヤル・ウェディング

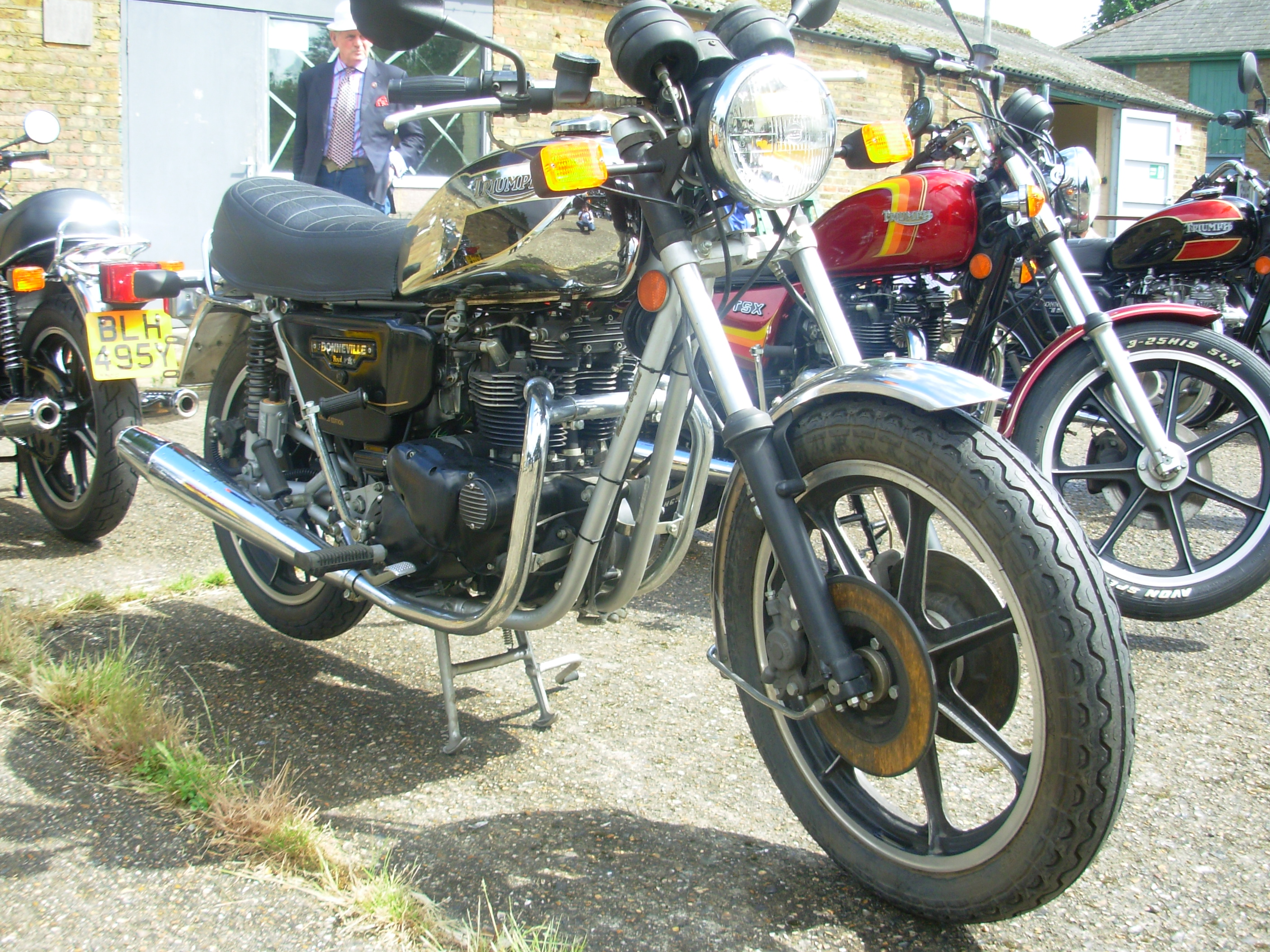
ロンドン・モーターサイクル・ミュージアムに展示されているUK/RoW仕様の1981年式T140LE ロイヤル・ウェディングボンネビル

T140LEは「限定版」の略で、各車にはディーラーとトライアンフ会長のサイン入りオーナー証明書が付属していました。「ロイヤルウェディング」ボンネビル（米国仕様125台、英国仕様125台には特別仕上げ）は、1981年のダイアナ妃とチャールズ皇太子の結婚を記念してわずか250台が製造された。英国仕様はシルバーグレーのフレームとブラック仕上げのエンジンを備え、輸出仕様はグレーのシートトップカバーと、シルバー塗装のバレルと磨き上げられたエンジンを備えていた。両モデルともセルモーター、ビング製キャブレター、ULO製ターンインジケーター、マルゾッキ製ストラーダ型ガス封入オイルダンパーが標準装備されていたが、英国仕様にはアメリカ製の「モーリス」アルミホイールとツインフロントディスクも装備されていた。両バージョンのガソリンタンクはクロームメッキが施されていたが、仕上げは異なっており、英国向け4ガロンタンクには、サイドパネルの色に合わせた黒いスカロップ模様が入ったシンプルなTriumphバッジが付いていて、輸出向け2ガロンタンクには、旧式の「額縁型」Triumphバッジと、サイドカバーの色に合わせた金色のラインとスモークブルーのスカロップ模様が付いていた。両タイプのタンクのフレームへの固定部には「Royal Wedding 1981」と書かれたバッジが取り付けられ、左右のサイドカバーには「Bonneville」「Royal」「1981」の文字と、プリンス・オブ・ウェールズのシンボルであるプリンス・オブ・ウェールズの羽根が様式化されていた。
トライアンフ・モーターサイクルズ・アメリカの仕様で、アメリカにもロイヤル・ボンネビルが輸出された。これらは英国版ロイヤルに似ているが、フレームは黒、燃料タンクは金色に縁取られていた。サイドカバーのバッジには、プリンス・オブ・ウェールズの羽根飾りが「Royal」の文字の横にそのまま残されたが、「1981」という日付は削除された。エンジンは英国版と同様に黒で塗装されていたが、米国版と同様に磨き上げられたカバーが取り付けられていた。

### T140W TSS

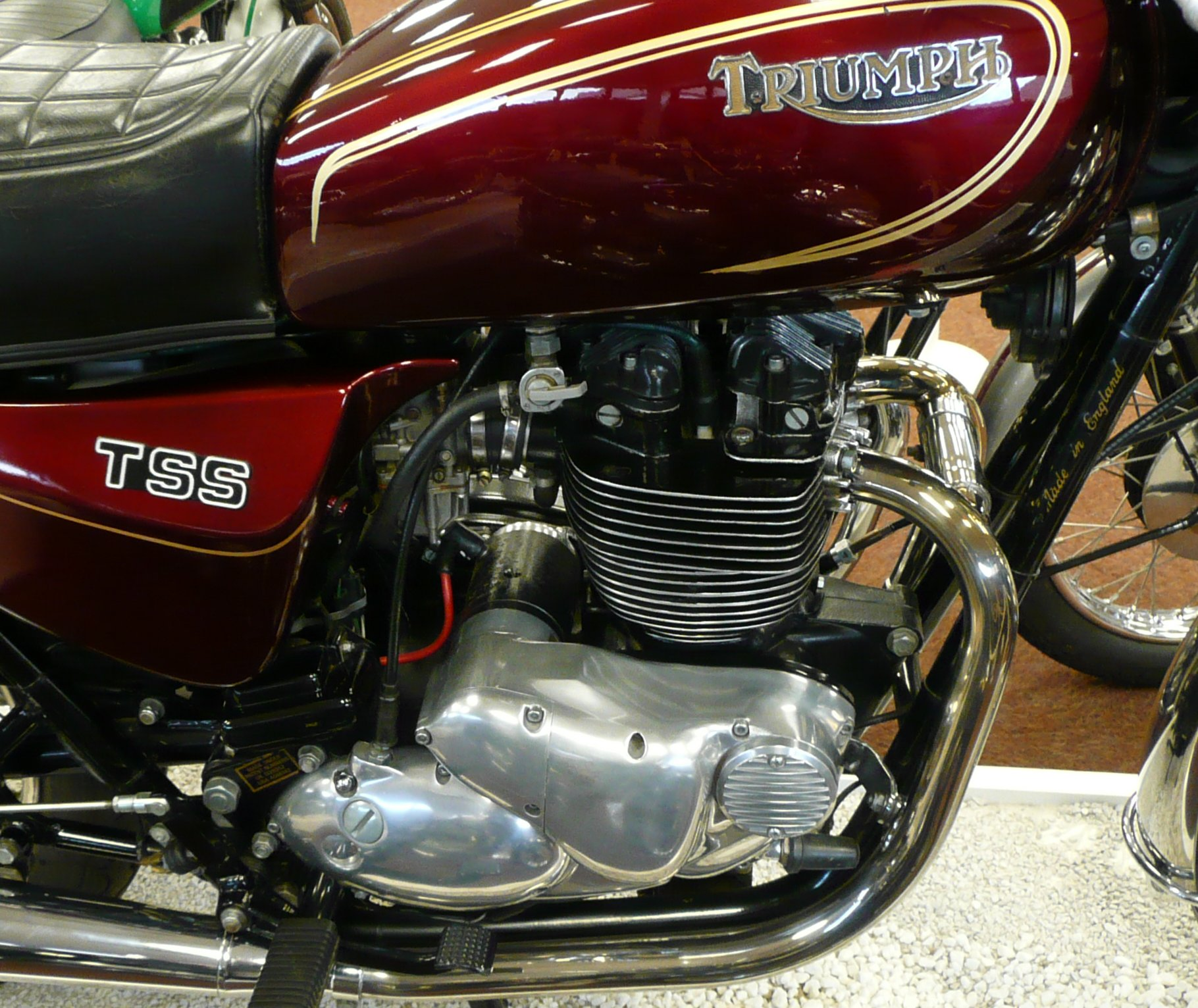
8バルブシリンダーヘッド、セルモーター、後ろ寄りにセットされたステップおよび防振フレーム部の希少な1983年式TSS-AVのクローズアップ

セルモーター付きのトライアンフ・T140W TSSは、8バルブシリンダーヘッド（ウェスレイク・エンジニアリング製、「W」の由来）と振動低減のために再設計されたクランクシャフトを備えており、1982年に発売された。すべてのT140Wにはセルモーター、新型のイタリア製ガソリンタンク、フロントのダブルディスクブレーキ、マルゾッキ製ストラーダ型リアダンパーが標準装備とされ、モリス製の軽合金ホイールと防振フレームがオプションで選択できた。
英国およびその他の国々では標準の4バルブT140Eに搭載されているアマル製Mk2タイプキャブレターが引き続き使用されていたが、米国版にはドイツ製のビングキャブレターが搭載されており、アマルはそれをスペインでライセンスに基づいて製造していた。
1983年と84年には、英国および世界のその他の地域と同様に、TSS-AVにも防振フレーム、後退したステップ、新しいシートテールユニット、TSXスタイルのサイドパネルがすべて標準装備されることが想定されていた。

### T140 TSX

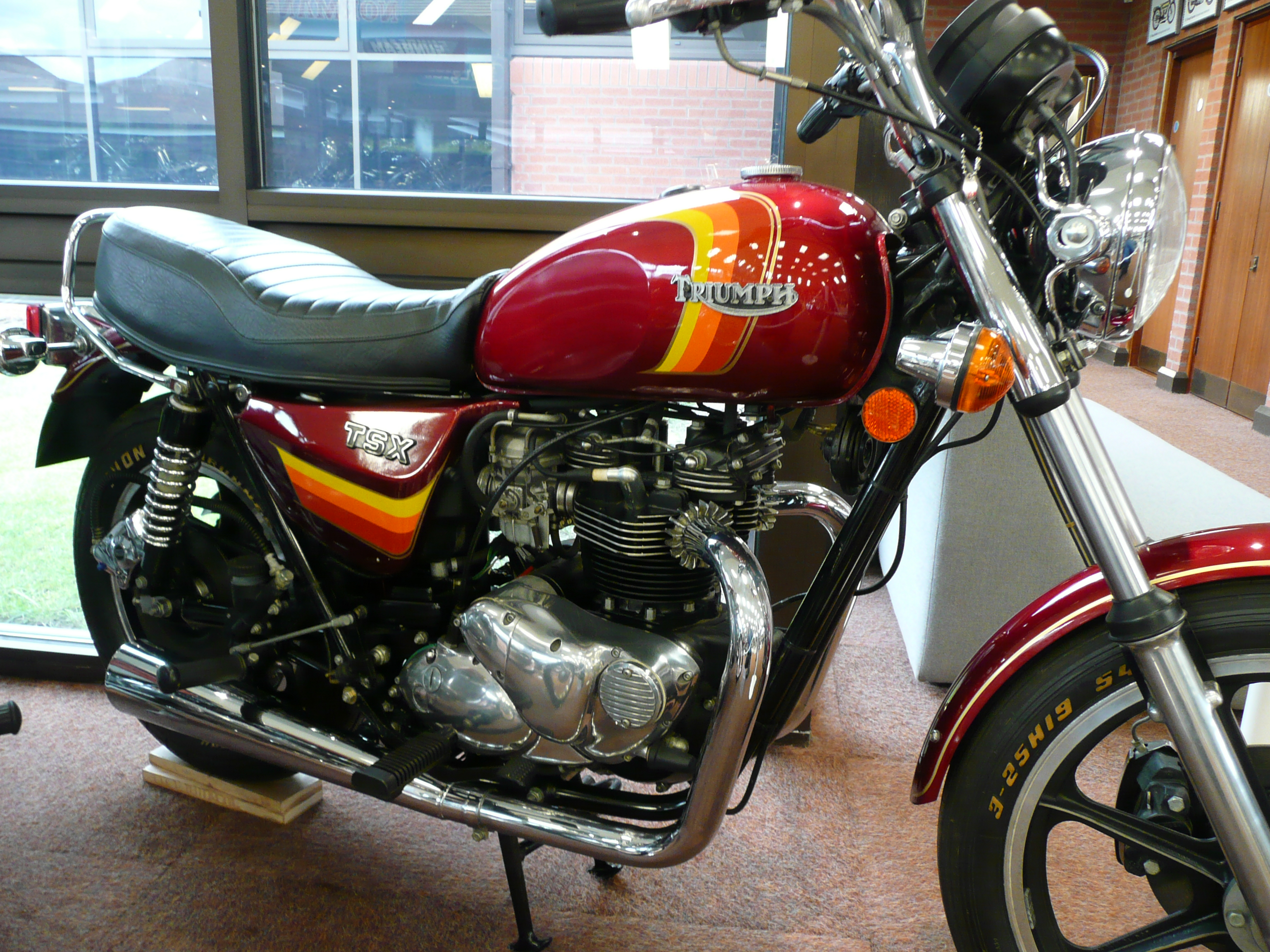
トライアンフ・TSX。キックペダルがないことに注意

トライアンフ・モーターサイクルズ・アメリカのウェイン・モールトンが設計したトライアンフ・T140 TSXは16インチのリアタイヤ、モリス製軽合金ホイール、段付きシート、専用カラーとパーツでカスタム化されたT140ESである。このモデルはアメリカ人がデザインし、ストライプが塗装ではなくデカールで入れられた唯一のボンネビルだった。キックペダルは前輪のダブルディスク同様にオプション設定だった。T140のこのモデルは1982年に市場導入され、最後まで生産されたモデルとなった。

### T140EX エグゼクティブ
EXエグゼクティブ・ボンネビルはバーガンディないしブルーとブラックののボカシ塗装が用意され、全てに金色のラインが引かれ、ブレアリー＝スミスのセイバー「コックピット」フェアリングとシグマ製ハードラゲージケースを装備していた。このモデルには、警察仕様のフルフェアリングと同様のものがオプションで用意されており、トライアンフのセルスターターシステムが導入されていた。

## レス・ハリス・ボンネビル

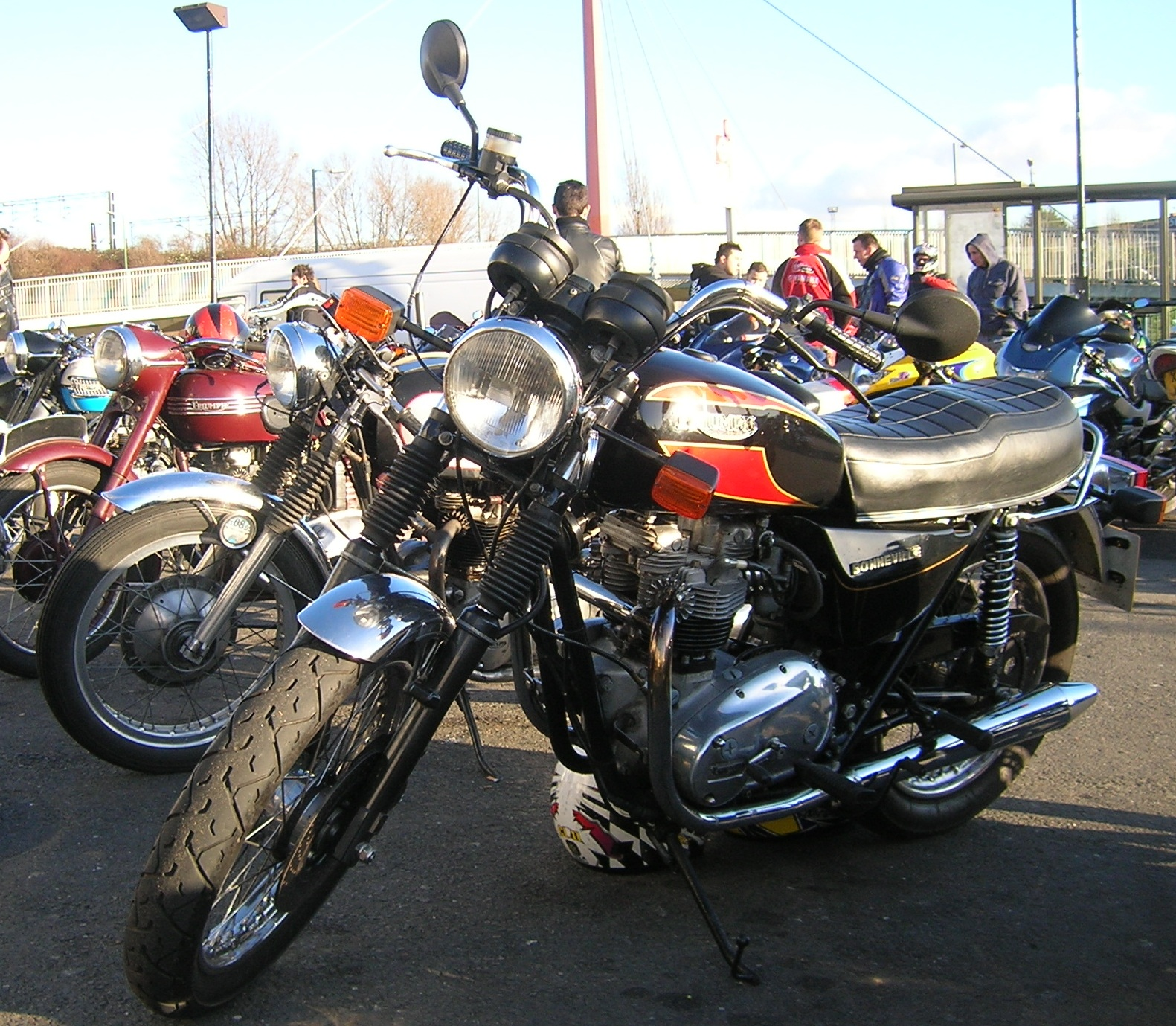
トライアンフ・T140ボンネビルがライセンスに基づいてLF・ハリスによって製造され、イタリア製及びドイツ製の部品が大幅に増加した。

1984年、T140の製造権はトライアンフの新しいオーナーであるジョン・ブロアーからデヴォンを拠点とするエンジニアのレス・ハリスにライセンス供与され、1985年から1988年の間にライセンスが更新されるまでにニュートン・アボットのハリスの工場で1300台が製造された。これらのオートバイはメリデンで製造されたスタンダードなT140と異なり、ドイツのマグラ製スイッチ類、メリット製点火プラグキャップ、イタリアのパイオリ製前後サスペンション、ブレンボ製ブレーキおよびラフランコーニ製サイレンサーが使用されていた。

## TR7タイガー
TR7タイガーとして知られるT140のシングルキャブレターモデルは1973年から1980年にかけて製造された。TR7RV（その後、TR7Vに変更）はT140Vのシングルキャブレターモデルだった。1981年にオフロードモデルのTR7Tタイガー・トレイルが製造された。

## メディアへの登場
初期のT140Eが1982年の恋愛ドラマ映画『愛と青春の旅立ち』でリチャード・ギアのオートバイとして使用された。当時、パラマウント・ピクチャーズの所有物だった同じオートバイがジャッド・ネルソン監督のスリラー映画『ブルー・シティ/非情の街』で使用された。また、T140はその後のリチャード・ギア主演映画の『心のままに』で前モデルのT120に模して使用された。これらの映画に先立ち、リチャード・ギア自身も1970年代にミュージカル『グリース』のツアーの報酬でトライアンフからボンネビルを購入していた。
オーストラリア映画『ガレージ・デイズ』では、1980年代初頭に製作された、ややカスタマイズされた後期型T140Eが主役として登場している。1973年型T140Vボンネビルは、ハリウッドのブラックスプロイテーション・バイカー映画『The Black Six』で大きく取り上げられ、『悪魔の追跡』にも登場した。また、後期型は『白バイ野郎ジョン&パンチ』や『ロンドン特捜隊スウィーニー』といった現代のテレビシリーズにも時折登場している。
T140ボンネビルは、生産終了後も1980年代後半から1990年代にかけて例えば、『メルローズ・プレイス』、『キッズ・イン・ザ・ホール ～ギャグの殿堂～』、『スウィート・エンジェル・マイン』、『第四の核』、そして1999年のスウェーデン映画『ぼくとママとおまわりさん』などの映画やテレビに登場し続けた。
1979年式T140Eボンネビルは、エルトン・ジョンの1983年の曲「キス・ザ・ブライド」のプロモーションビデオにも登場した。
ジャン＝ジャック・バーネルは、アルバム『Euroman Cometh』の中で、「トライアンフ（オブ・ザ・グッド・シティ）」の演奏中にT140のエンジンをフル回転させており、ライブでも同様の演出が行われた